# Querubismo
El querubismo o querubinismo es una enfermedad rara de origen genético y herencia autosómica dominante, que se caracteriza por un crecimiento anormal de varios huesos de la cara, principalmente el maxilar inferior y maxilar superior. Generalmente el trastorno provoca las primeras manifestaciones alrededor de los 4 años y detiene su progresión al final de la adolescencia, desapareciendo lentamente a partir de entonces las deformidades y persistiendo únicamente algunas manifestaciones residuales en la vida adulta. Se ha comprobado que la enfermedad se debe a una mutación en el gen SH3BP2 localizado en el cromosoma 4pl6.3, el cual codifica una proteína constituida por 561 aminoácidos.
El trastorno origina un aspecto característico de la cara que recuerda a las representaciones de querubines, de donde toma su nombre. Existe aumento de tamaño bilateral de la mandíbula asociado a tumores quísticos no malignos. Además de las deformidades faciales que tienen importancia desde el punto de vista estético y psicológico, pueden existir complicaciones, entre ellas pérdida de visión por neuropatía óptica, obstrucción de vías aéreas superiores, apnea del sueño, trastornos del lenguaje y dificultad para la masticación por alteraciones en la aparición y desarrollo de las piezas dentales.

El tratamiento se basa en conservar el lenguaje y la masticación. Dado que la enfermedad tiende a mejorar, se recomienda posponer la cirugía estética hasta después de la adolescencia, puede ser necesario reconstruirse el maxilar con un injerto óseo procedente del mismo individuo.